# Argiope coquereli
Argiope coquereli là một loài nhện trong họ Araneidae.
Loài này thuộc chi Argiope. Argiope coquereli được miêu tả năm 1863 bởi Vinson.